# Skunkworks
Skunkworks är ett musikalbum med Bruce Dickinson, släppt 19 februari 1996. 
Det är Bruce Dickinsons fjärde soloalbum. Skunkworks var dock avsett som ett band, men skivbolaget insisterade på att Dickinsons namn skulle stå med på omslaget. Till turnén för Balls To Picasso 1994 hade Dickinson rekryterat ett nytt yngre band som bestod av bestod av Alex Dickson, Chris Dale, och Alessandro Elena. De tog namnet Skunkworks, efter flygvapenutvecklarna kallade Skunk Works, och Alex Dickson blev Dickinsons nya låtskrivarpartner. Stilmässigt ansågs albumet vara Dickinsons mest avvikande och alternativa projekt, vilket också var hans intention. Bandet splittrades i slutet av 1996 på grund av olika musikaliska visioner.
2005 släpptes skivan som Deluxe Edition med bonusspår av tidigare osläppta livelåtar och demos.

## Låtlista
1. Space Race (Dickinson/Dickson)
2. Back From The Edge  (Dickinson/Dickson)
3. Inertia  (Dickinson/Dickson)
4. Faith (Dickinson/Dickson)
5. Solar Confinement (Dickinson/Dickson)
6. Dreamstate (Dickinson/Dickson)
7. I Will Not Accept The Truth (Dickinson/Dickson)
8. Inside The Machine (Dickinson/Dickson)
9. Headswitch (Dickinson/Dickson)
10. Meltdown (Dickinson/Dickson)
11. Octavia (Dickinson/Dickson)
12. Innerspace (Dickinson/Dickson/Dale)
13. Strange Death In Paradise (Dickinson/Dickson)

### Bonus-cd 2005
1. I'm In A Band With An Italian Drummer
2. Rescue Day
3. God's Not Coming Back
4. Armchair Hero
5. R 101
6. Re-Entry
7. American's Are Behind
8. Inertia (Live)
9. Faith (Live)
10. Innerspace (Live)
11. The Prisoner (Live)